# استیون بیگن
استیون ادوارد بیگن (به انگلیسی: Stephen Biegun) (زادهٔ ۳۰ مارس ۱۹۶۳) یک بیزینس‌من و دیپلمات آمریکایی است که از دسامبر ۲۰۱۹ تا ژانویه ۲۰۲۱ به عنوان بیستمین قائم‌مقام وزیر امور خارجه ایالات متحده آمریکا خدمت کرد. او پیشتر نماینده ویژه ایالات متحده برای کره شمالی و نایب رئیس امور حکومتی بین‌المللی شرکت فورد و از کارکنان شورای امنیت ملی و مشاور امنیت ملی سناتور بیل فریست بوده‌است.